# Jabal Al Harim
Jabal Al Harim o Jebel Al Harim (en árabe: جبل حارم‎, romanizado: Jabal Ḥārim) es un pico enclavado en la cordillera de las Montañas Al Hajar, al norte del Sultanato de Omán, en la Gobernación de Musandam.
Es la montaña más alta de la Península de Musandam. Tiene una elevación de 2.087 m s. n. m., una prominencia de 1.727 metros y un considerable aislamiento topográfico de 158,99 kilómetros.
La montaña está situada 2,5 km al sureste de la población y zona de cultivo de As Sayh, y su cima está actualmente ocupada por un radar y una base militar, a la que se accede por una sinuosa pista de tierra, cerrada al público 400 m antes de alcanzar el punto más elevado.
El Jabal Al Harim se distingue por la presencia de fósiles de peces, conchas y otras formas de vida marina fosilizadas, con una antigüedad estimada que se remonta a hace más de 250 millones de años.

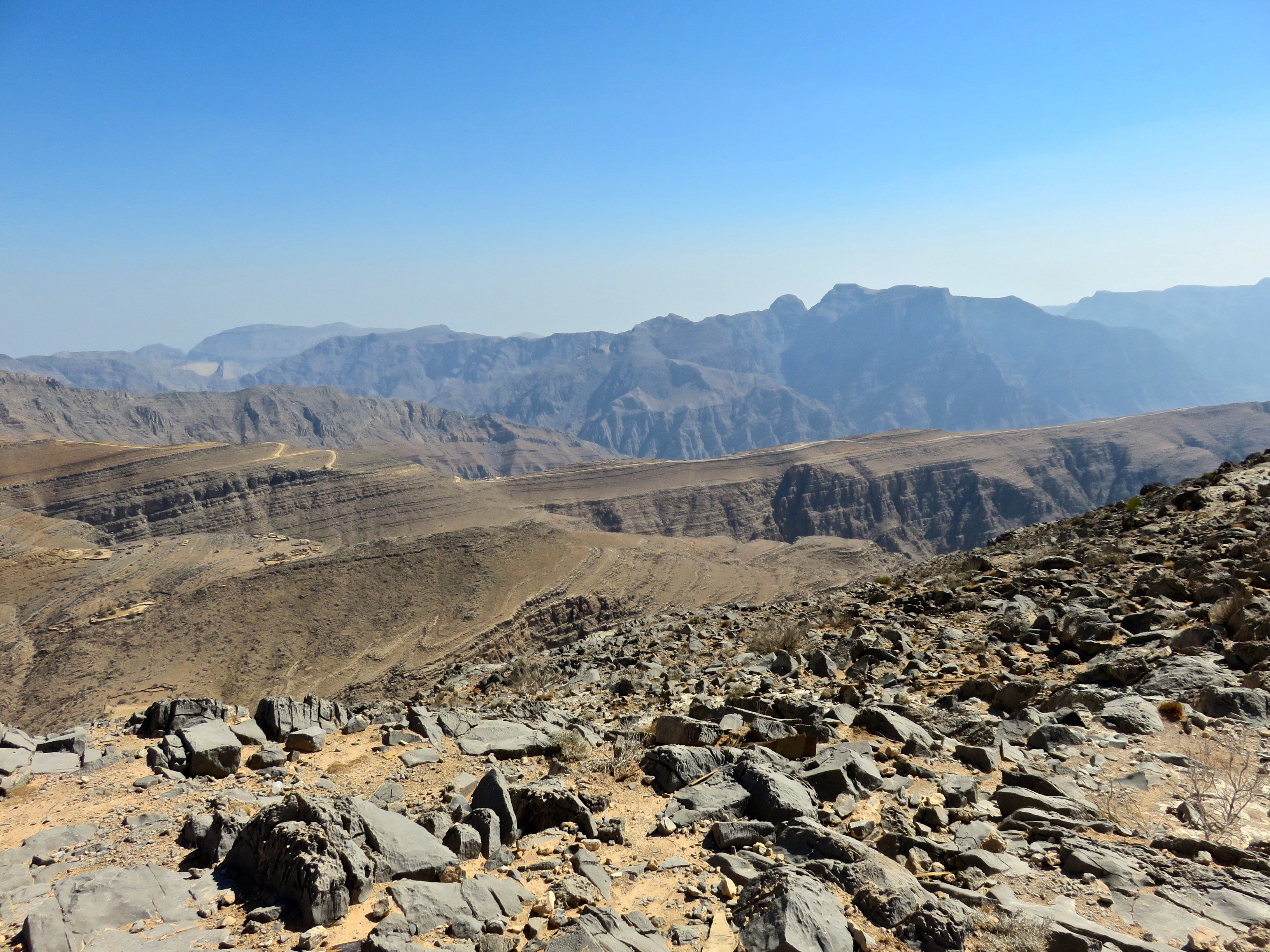
Jabal al Harim. Ru'us al-Jibal, Península de Musandam

En las vertientes meridional y oriental del Jabal Al Harim están situadas las principales fuentes de origen del Wadi Bih, uno de los más importantes wadis de Emiratos Árabes Unidos, que nace en este punto de la Gobernación de Musandam (Omán), y se expande a través de una extensa cuenca hidrográfica, con una superficie comprendida entre 460 y 483 km², repartida entre el territorio de EAU y Omán (172,32 km² en UAE y 298,26 km² en Omán, aproximadamente).

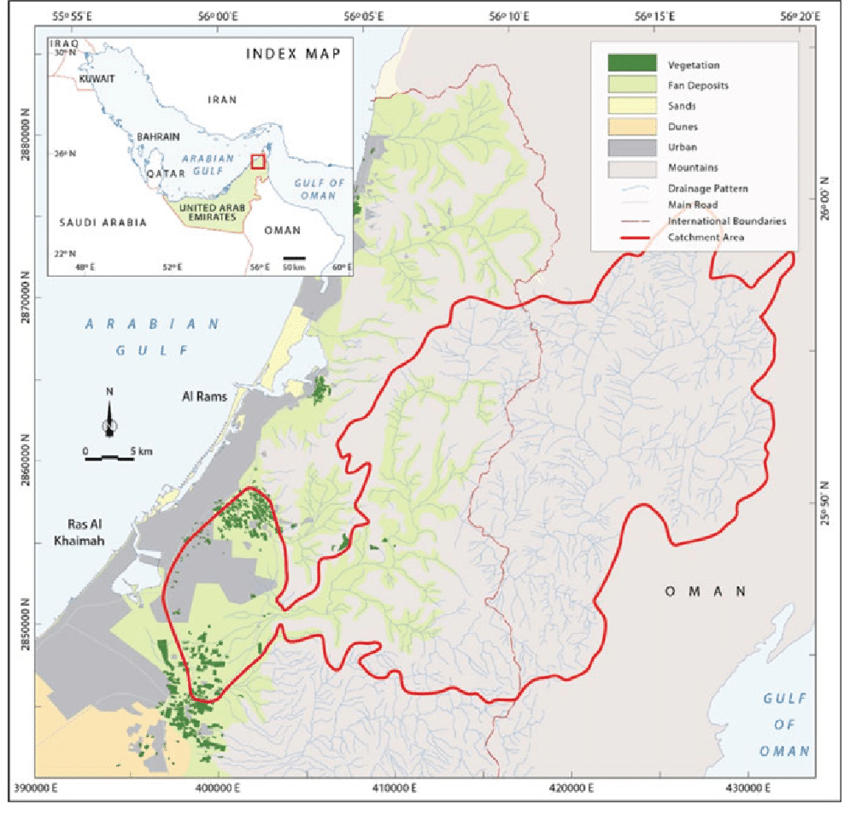
Localización y zona de captación del Wadi Bih, repartida entre el territorio de Omán y el de EAU (Fuente: Ebraheem et al. 2012)

## Toponimia
Nombres alternativos:	Jabal Harim, Jebal Al Harim, Jabal al Harim, Jabal al Ḩarīm, Jebal Harim, Jebel Harim, Jabal Ḥārim, Jabal Ḩārim, Jabal Ra'an al-Harim, Shaam Peak, Shuam Peak, jbl harm, جبل حارم
El nombre del Jabal Al Harim (con la grafía Jabal al Ḩarīm) aparece registrado en los documentos y mapas elaborados entre 1950 y 1960 por el arabista británico, cartógrafo, militar y diplomático Julian F. Walker, con motivo de los trabajos realizados para el establecimiento de las fronteras entre los entonces denominados Estados de la Tregua, completados más tarde, por el Ministerio de Defensa del Reino Unido, con mapas a escala 1:100 000 publicados en 1971, y en otros documentos anteriores custodiados en los Archivos Nacionales del Reino Unido.

## Población
El área geográfica del Jabal al Harim estuvo poblada históricamente por la tribu seminómada Shihuh, sección de Bani Hadiyah (en árabe: بني هدية‎), una de las dos secciones principales de la tribu, que ocupaba, entre otros territorios, las zonas tribales de As Sayḩ y Khanazirah.